# Деформация

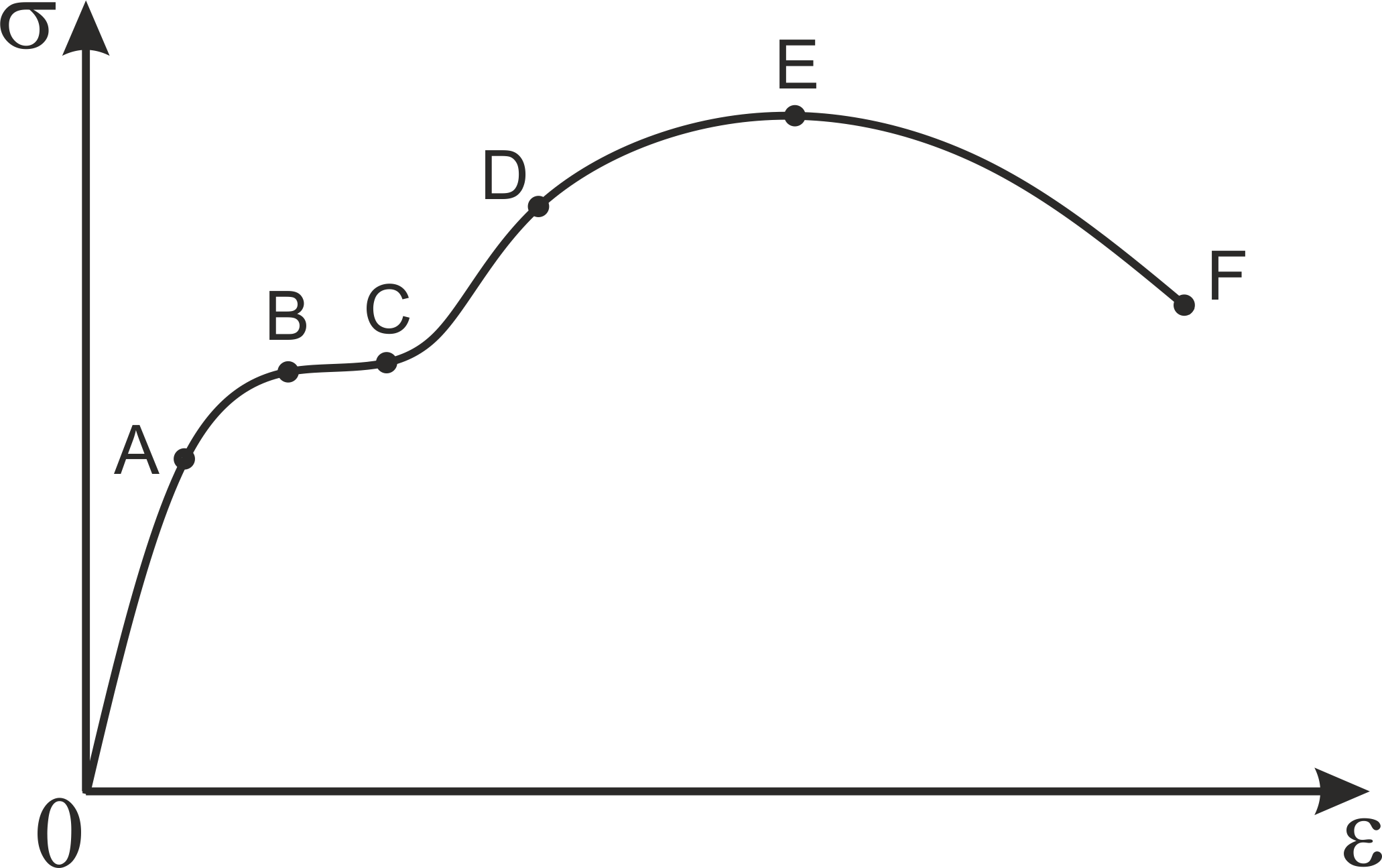
Условная диаграмма деформирования (растяжения) твёрдого тела, такая диаграмма характерна для образцов из углеродистых сталей, видна характерная площадка текучести B-C

Деформа́ция (от лат. deformatio — «искажение») — изменение формы и размеров тел или объёма, связанное с их перемещением друг относительно друга за счет приложения усилия, при котором тело искажает свои формы. Обычно деформация сопровождается изменением величин межатомных сил, мерой которого является упругое механическое напряжение.
Виды деформации разделяют на обратимые (упругие) и необратимые (пластические, ползучести). Обратимые деформации исчезают после окончания действия приложенных сил, а необратимые — остаются. В основе обратимых деформаций лежит смещение атомов тела от положения равновесия, в основе необратимых — необратимые перемещения атомов на расстояния от исходных положений равновесия (после снятия нагрузки происходит переориентация в новое равновесное положение). Деформация определяется как отношение изменения длины деформированного объекта к его начальной длине. Деформация не имеет физической размерности. Виды деформации: сдвиг, сжатие, смятие, изгиб, кручение, срез.

## Физико-механические основы деформации
Деформация представляет собой изменение взаимного положения частиц тела, связанное с их перемещением друг относительно друга за счет приложения усилия, при котором твёрдое тело искажает свои формы. Деформация является результатом изменения межатомных расстояний и перегруппировки блоков атомов. Обычно деформация сопровождается изменением величин межатомных сил, мерой которого является упругое механическое напряжение.
Деформация твёрдого тела может явиться следствием:
- Фазовых превращений, связанных с изменением объёма;
- Теплового расширения;
- Намагничивания (магнитострикция);
- Появления электрического заряда (пьезоэлектрический эффект);
- Результатом действия внешних сил.

### Деформация при растяжении-сжатии
Растяжение или сжатие твердого объекта можно описать выражением:
{\displaystyle \epsilon ={\frac {(l_{2}-l_{1})}{l_{1}}}={\frac {\Delta l}{l_{1}}}}
где:
- {\displaystyle l_{2}} — длина элемента после деформации;
- {\displaystyle l_{1}} — исходная длина этого элемента.

На практике чаще встречаются малые деформации — такие, что {\displaystyle \epsilon \ll 1}.
Физическая величина, равная модулю разности конечной и изначальной длины (изменения размера) деформированного тела, называется абсолютной деформацией:
{\displaystyle \Delta L=\left|L_{2}-L_{1}\right|}.
Средним напряжением — называют интенсивность распределения внутренних сил.

## Виды деформации
Деформации разделяют на:
- Упругая деформация — обратимая деформация, описываемая законом Гука[5], при которой после окончания действия приложенных сил смещенные межатомные связи возвращаются в свое исходное положение.

- Пластическая деформация — необратимая деформация, при которой после окончания воздействия приложенных сил происходит необратимое смещение межатомных связей. При пластической деформации металла одновременно с изменением формы меняется ряд свойств — в частности, при холодном деформировании повышается прочность. Природа пластической деформации может быть различной в зависимости от температуры, продолжительности действия нагрузки или скорости деформации. Одной из теорий, объясняющих механизм пластической деформации, является теория дислокаций в кристаллах. Все реальные твёрдые тела при деформации в большей или меньшей мере обладают пластическими свойствами. При некоторых условиях пластическими свойствами тел можно пренебречь, как это и делается в теории упругости. Твёрдое тело с достаточной точностью можно считать упругим, то есть не обнаруживающим заметных пластических деформаций, пока нагрузка не превысит предела упругости.

- Ползучесть материалов — необратимые деформации, происходящие с течением времени при неизменной нагрузке. С возрастанием температуры скорость ползучести увеличивается. Частными случаями ползучести являются релаксация и упругое последействие.

Виды деформации тела разделяют:
- растяжение-сжатие;
- сдвиг;
- изгиб;
- кручение.

В большинстве практических случаев наблюдаемая деформация представляет собой совмещение нескольких одновременных простых деформаций. В конечном счёте, любую деформацию можно свести к двум наиболее простым: растяжению (или сжатию) и сдвигу.

Виды деформации
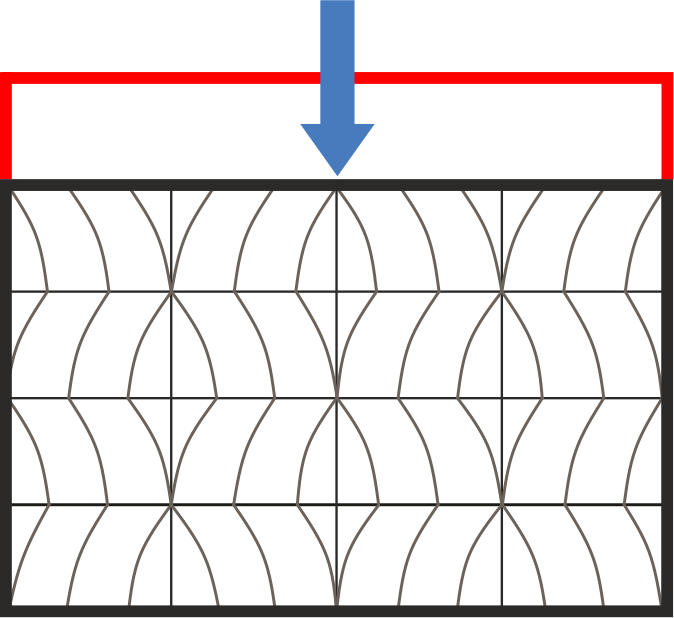
Сжатие
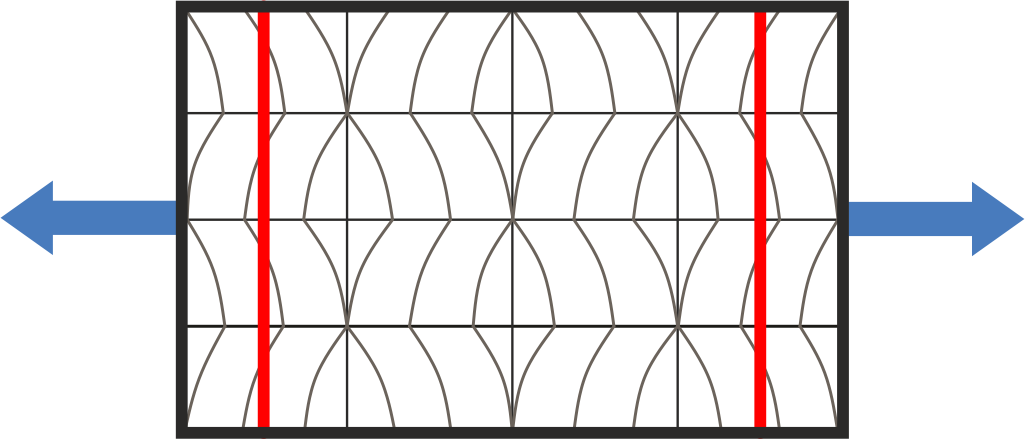
Растяжение
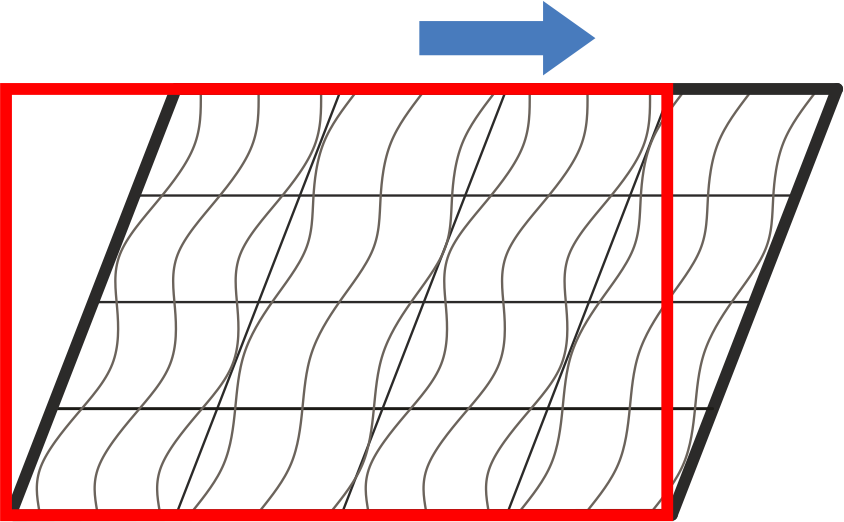
Сдвиг
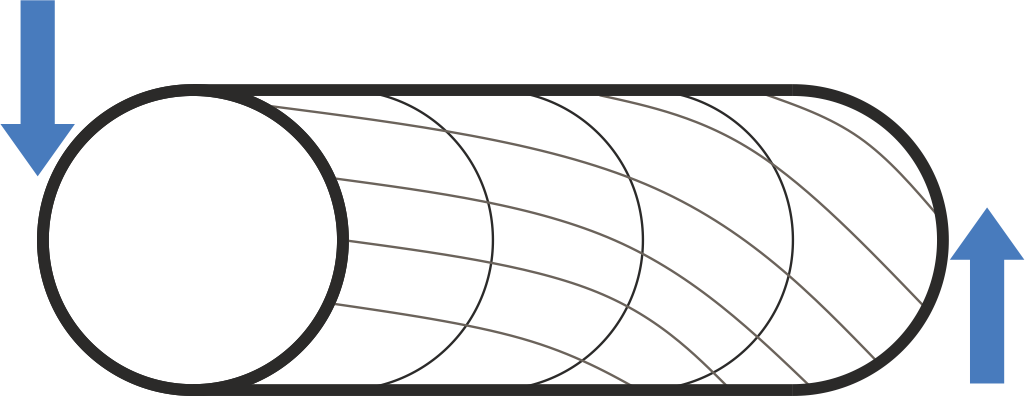
Кручение
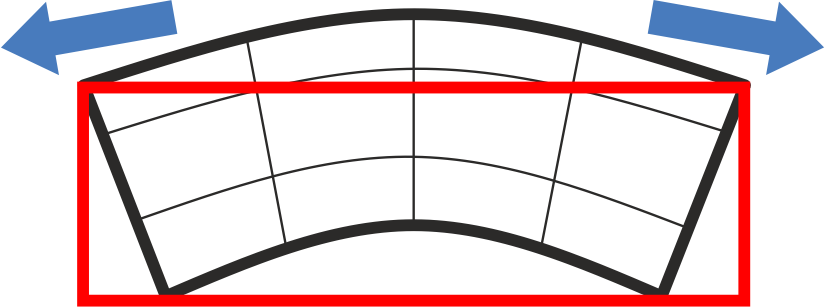
Изгиб

Деформация называется упругой, если она исчезает после удаления вызвавшей её нагрузки (то есть тело возвращается к первоначальным размерам и форме), и пластической, если после снятия нагрузки деформация не исчезает (или исчезает не полностью).

## Изучение деформации
Деформация физического тела определяется, если известен вектор перемещения каждой его точки.
Физика твёрдого тела — занимаются изучением деформации твёрдых тел в связи со структурными особенностями.
Теория упругости и пластичности — рассматривают перемещения и напряжения в деформируемых твёрдых телах. Тела рассматриваются как «Сплошные».
Механика деформируемого твердого тела — занимается изучением в реальных телах равновесных состояний и перемещений с учётом изменения расстояний между частицами в процессе перемещения. При этом реальные тела рассматриваются ка сплошные.
Сплошность — под сплошностью понимается материальные объекты тела которые сплошным образом занимают весь объем пространства, который ограничен непрерывными поверхностями. Тело является сплошным, если удовлетворяет условиям сплошности. Понятие сплошности относится также к элементарным объёмам, на которые можно мысленно разбить тело.
Закон Гука — описывает поведение деформируемого твердого тела в зоне упругости.
У жидкостей и газов, частицы которых легкоподвижны, исследование деформации заменяется изучением мгновенного распределения скоростей.
Изменение расстояния между центрами каждых двух смежных бесконечно малых объёмов у тела, не испытывающего разрывов, должно быть малым по сравнению с исходной величиной этого расстояния.

## Измерение деформации
Измерение деформации производится либо в процессе испытания материалов с целью определения их механических свойств, либо при исследовании сооружения в натуре или на моделях для суждения о величинах напряжений.
Упругие деформации весьма малы, и их измерение требует высокой точности.
Измерение деформаций называется тензометрией.
Измерения деформации проводят с помощью:
- Тензометров;
- Тензометрических датчиков;
- Поляризационно-оптического метода исследования напряжения;
- Рентгеноструктурного анализа.

Для измерения локальных пластических деформациях применяют накатку на поверхности изделия сетки, в качестве материала используют легко растрескивающимся лак или хрупкие прокладки.